# Flowcytometrie

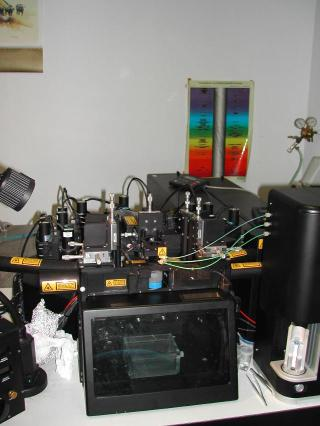
MoFlo flowcytometer met sorteermogelijkheid

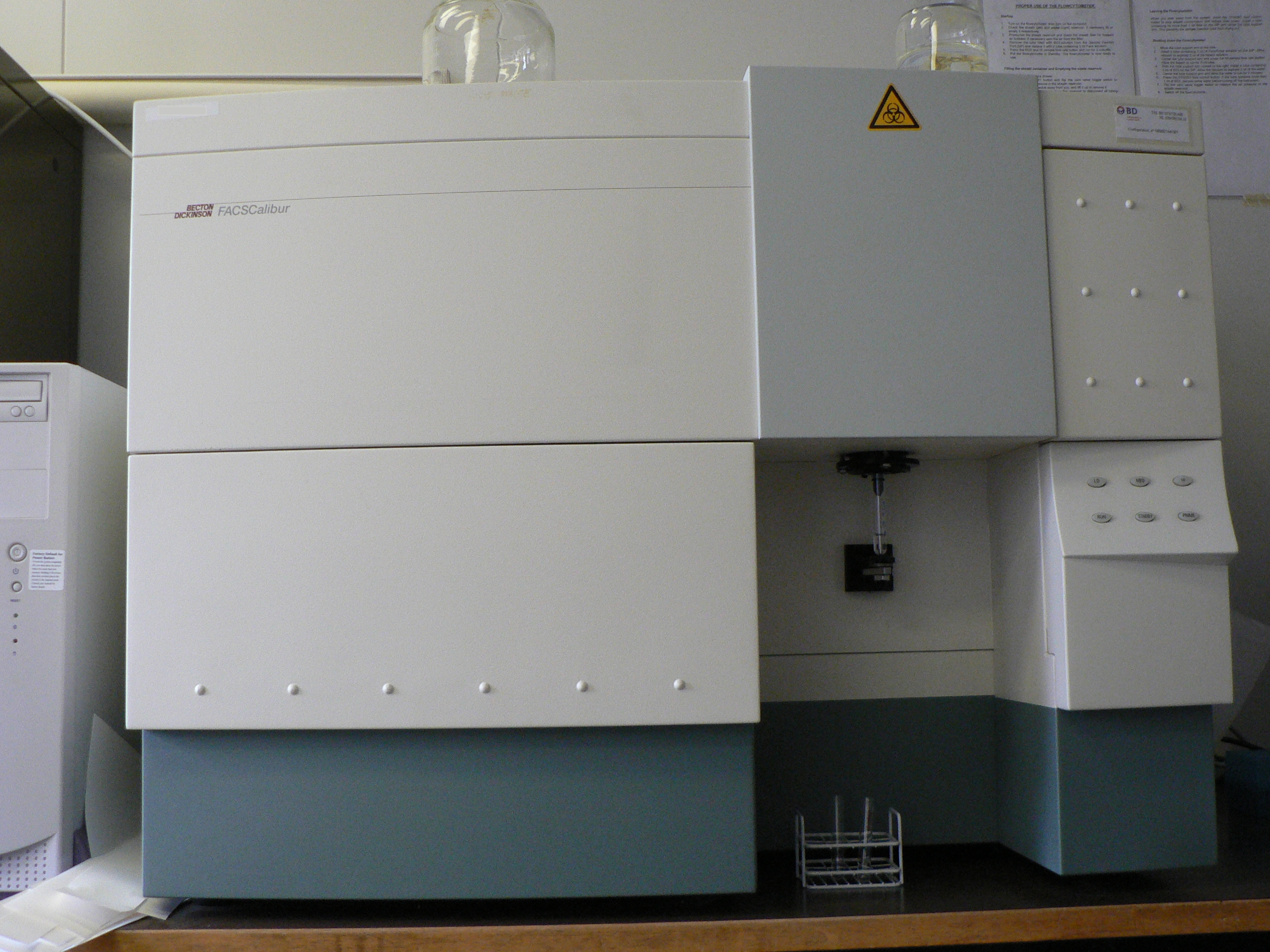
Voorzijde van een tafelmodel flowcytometer - FACSCalibur Becton-Dickinson.

Flowcytometrie is een techniek voor het tellen en bestuderen van in een stromende vloeistof voorkomende microscopisch kleine deeltjes. Hiervoor wordt een flowcytometer gebruikt. Deze kan uitgebreid worden met een sorteermodule om de geïdentificeerde deeltjes te selecteren (FACS-sorter genaamd). 
Tegelijkertijd kunnen de fysische en chemische eigenschappen van een enkele cel vastgesteld worden door een optisch/elektronisch detecteringsapparaat.

## Werkingsprincipe
Een lichtstraal, meestal laserlicht van een enkelvoudige (monochrome) kleur, wordt gericht op een stromende vloeistof. Door gebruik te maken van hydrodynamische focusing wordt ervoor gezorgd dat er slechts één deeltje de lichtstraal passeert. Het type, de grootte en andere eigenschappen van het deeltje dat zich in de lichtstraal bevindt bepaalt de mate van verstrooiing van het licht. Een aantal detectoren neemt de lichtweerkaatsing en fluorescentie van een passerende cel waar.
Vaak hebben de deeltjes of cellen bovendien een fluorescente marker (Engels voor 'vlag' of 'herkenningspunt') gebonden waardoor naast de grootte ook de mate van fluorescentie door het deeltje kan worden bepaald. In het geval van cellen geeft de voorwaartse lichtverstrooiing informatie over de grootte van de cel terwijl zijwaartse lichtverstrooiing informatie geeft over de interne structuur.
De volgende eigenschappen kunnen op deze wijze gemeten worden:
- volume en morfologische complexiteit van cellen
- celpigmenten
- DNA (celdeling analyse, celkinetiek etc.)
- RNA
- chromosoom analyse en sortering (chromosoomkleuring)
- eiwitten
- celoppervlakte antigenen CD-merkers
- intracellulaire antigenen
- celkern antigenen
- enzymatische activiteit
- pH, intracellulaire ionen van calcium, magnesium, membraanpotentiaal
- membraanveranderingen
- apoptose (kwantificering, meting van DNA afbraak, mitochondriaal membraanpotentiaal, permeabiliteitsveranderingen)
- vitaliteit van een cel
- monitoring elektropermeabilisatie van cellen
- oxidatieve uitbarstingen
- karakterisering multi-medicijn resistentie (MDR) in kankercellen
- glutathion (een tripeptide)
- verschillende combinaties (DNA/celoppervlakte antigenen etc.)

## Toepassingen
Flowcytometrie wordt toegepast in verschillende onderzoeksvelden, waaronder moleculaire biologie, pathologie, immunologie, plant biologie en mariene biologie. De technologie wordt het meest gebruikt in de medische wereld, onder andere voor hematologisch en immunologisch onderzoek. In de mariene biologie wordt de natuurlijke fluorescentie van algen cellen gebruikt om de samenstelling van het fytoplankton te onderzoeken.

## Geschiedenis
De eerste flowcytometer werkte op basis van impedantie, een soort elektronische weerstand, en werd voor het eerst op de markt gebracht door W.H. Coulter in 1953. Latere versies van de flowcytometer maken gebruik van fluorescentie licht, waarvan de eerste commerciële machine op de markt werd gebracht door het Duitse bedrijf Partec in 1968.

## Flowcytometrie en celdifferentiatie
De analyse kan uitgevoerd worden op bloed of beenmerg waarbij de cellen eerst gelabeld zijn met antistoffen tegen antigenen ook wel CD-merkers genaamd. CD staat voor 'cluster of differentiation' en dit zijn antigenen die zich op het oppervlak van de bloedcellen bevinden. De mate van fluorescentie van de verschillende merkers wordt gemeten. Deze analyse wordt ook wel een immunofenotypering van de bloedcellen genoemd. Verschillende bloedcellen en verschillende rijpingsstadia van de bloedcellen hebben karakteristieke CD-antigenen op hun oppervlak. Zo hebben verschillende lymfocyten verschillende markers op hun oppervlak. De T-lymfocyt heeft CD3 op het oppervlak en de B-lymfocyt CD20. De expressie van de CD-antigenen geeft dus aan welk type bloedcellen aanwezig is en of het een normale verhouding betreft.

## Flowcytometrie en diagnostiek van hematologische maligniteiten
In de diagnostiek van hematologische maligniteiten neemt de flowcytometrie naast de microscopie een belangrijke plaats in.  In het geval van een maligniteit kan het voorkomen dat er veel meer jonge cellen aanwezig zijn. Dit is met name het geval bij bepaalde vormen van leukemie. Maar het kan ook voorkomen dat het expressiepatroon van de CD-antigenen afwijkend is, zoals bijvoorbeeld bij lymfomen. De tumor is in het laatste geval op te sporen met deze techniek doordat de expressie anders is dan verwacht. Bovendien kan de analyse herhaald worden na de therapie om na te gaan of de tumor is verdwenen.